# Alejandro Rebollo Ceñal
Alejandro Rebollo Ceñal (Gijón, Asturias 11 de enero de 1983), conocido como Rebollo, es un exfutbolista español que jugaba como portero.

## Trayectoria
Inicia su carrera en la Escuela de fútbol de Mareo como guardameta. Tras una temporada en el Real Oviedo B ficha por el UD San Sebastián de los Reyes de Segunda B, con el que juega dos campañas.
Ficha por el Getafe C. F. "B", de Tercera división, con la esperanza de dar el salto al primer equipo. Al no contar con minutos se marcha a jugar al Granada C. F. y de allí pasa al Lorca Deportiva C. F. en enero de 2008 con ficha del filial, donde no disputa un solo minuto. 
Tras estas malas experiencias se marcha al C. F. Palencia, que acaba de perder la categoría y aspira a recuperarla. En el club morado vive su mejor época profesional, certifica el ascenso a Segunda B y juega un playoff de ascenso a Segunda la temporada siguiente. En julio de 2010 es fichado por el F. C. Cartagena. Deja Palencia con lágrimas en los ojos y ovacionado por un público que le idolatra.
En julio de 2011 el guardameta deja de ser jugador del Cartagena tras no tener continuidad en el conjunto albinegro (jugó 7 partidos de Liga). Se pasa la temporada 2011-12 en blanco, y para la siguiente firma con el Real Avilés C. F.

## Clubes y estadísticas
- Actualizado el 1 de enero de 2013.

| Club                          | País   | Año       | Competición | Liga  | Liga  | Copa  | Copa  | Promoción de ascenso | Promoción de ascenso |
| Club                          | País   | Año       | Competición | Part. | Goles | Part. | Goles | Part.                | Goles                |
| ----------------------------- | ------ | --------- | ----------- | ----- | ----- | ----- | ----- | -------------------- | -------------------- |
| Real Oviedo B                 | España | 2002-2003 | Tercera     | -     | -     | -     | -     | -                    | -                    |
| UD San Sebastián de los Reyes | España | 2003-2004 | Segunda B   | 7     |       | 1     |       |                      |                      |
| UD San Sebastián de los Reyes | España | 2004-2005 | Segunda B   | 35    |       |       |       |                      |                      |
| Getafe B                      | España | 2005-2006 | Tercera     | -     | -     | -     | -     | -                    | -                    |
| Granada CF                    | España | 2006-2007 | Segunda B   | 23    |       |       |       |                      |                      |
| Granada CF                    | España | 2007-2008 | Segunda B   | -     | -     | -     | -     | -                    | -                    |
| Lorca Deportiva CF            | España | 2007-2008 | Segunda B   | 0     |       |       |       |                      |                      |
| CF Palencia                   | España | 2008-2009 | Tercera     | -     | -     |       |       | 2                    |                      |
| CF Palencia                   | España | 2009-2010 | Segunda B   | 37    | 1     | 2     |       | 2                    |                      |
| FC Cartagena                  | España | 2010-2011 | Segunda     | 7     |       | 1     |       |                      |                      |

## Palmarés

### Campeonatos nacionales
| Título           | Club        | País   | Año  |
| ---------------- | ----------- | ------ | ---- |
| Tercera División | CF Palencia | España | 2009 |